# Oğuzhan Bıyık
Oğuzhan Bıyık (28 september 1986) is een Duitse voormalige voetballer die bij voorkeur als middenvelder speelt. Hij verruilde in 2012 Türkiyemspor Berlin voor TSG Backnang. Bıyık debuteerde in 2005 in het betaald voetbal, bij TSG 1899 Hoffenheim.